# Yoann Offredo
Yoann Offredo (Savigny-sur-Orge, 12 november 1986) is een Frans voormalig wielrenner.
Offredo werd in februari 2012 voor een jaar geschorst door de Franse tuchtcommissie wegens drie fouten in zijn whereabouts.
Na zijn loopbaan werd in 2025 bekend dat Offredo last heeft van oogsarcoïdose. Dit is een zeldzame vorm van sarcoïdose of de ziekte van Besnier-Boeck: een zeldzame stoornis van het afweersysteem. Bij sarcoïdose kunnen vrijwel alle organen en weefsels van het lichaam aangetast worden.

## Belangrijkste overwinningen
2009
4e etappe Ronde van Picardië

## Resultaten in voornaamste wedstrijden
| Jaar | Ronde van Italië | Ronde van Frankrijk | Ronde van Spanje |
| ---- | ---------------- | ------------------- | ---------------- |
| 2008 |                  |                     |                  |
| 2009 |                  |                     |                  |
| 2010 |                  |                     | opgave           |
| 2011 |                  |                     |                  |
| 2013 |                  |                     |                  |
| 2014 |                  |                     |                  |
| 2015 |                  |                     |                  |
| 2016 |                  |                     |                  |
| 2017 |                  | 110e                |                  |
| 2018 |                  | 91e                 |                  |
| 2019 |                  | 154e                |                  |
| 2020 |                  |                     |                  |

| Jaar | Milaan-San Remo | Gent-Wevelgem | Ronde van Vlaanderen | Parijs-Roubaix | Ronde van Lombardije | Bretagne Classic | Parijs-Tours | Omloop Het Nieuwsblad |  | WK op de weg |  | Wereldranglijsten |
| ---- | --------------- | ------------- | -------------------- | -------------- | -------------------- | ---------------- | ------------ | --------------------- |  | ------------ |  | ----------------- |
| 2008 |                 |               | 88e                  | 87e            |                      |                  |              |                       |  |              |  |                   |
| 2009 | 51e             | opgave        | 50e                  | 85e            | opgave               |                  | 51e          |                       |  |              |  |                   |
| 2010 | 16e             | opgave        | 76e                  | 61e            | opgave               | Brons            | 7e           | 14e                   |  | 26e          |  | 88e (UWK)         |
| 2011 | 7e              | 11e           |                      |                |                      | 10e              | 43e          | 4e                    |  | 37e          |  |                   |
| 2013 | 19e             | 27e           | 16e                  | opgave         |                      | 14e              | 31e          | 38e                   |  |              |  |                   |
| 2014 | 16e             | 26e           | 21e                  | 59e            |                      | 36e              | 25e          | 20e                   |  |              |  |                   |
| 2015 | 34e             | opgave        | 30e                  | 32e            |                      |                  |              | 26e                   |  |              |  |                   |
| 2016 |                 | opgave        |                      |                |                      | 18e              | 48e          | 84e                   |  | opgave       |  |                   |
| 2017 |                 | 30e           | 14e                  | 14e            |                      | 25e              |              | 27e                   |  |              |  |                   |
| 2018 |                 | opgave        | opgave               |                |                      | 27e              | 25e          | 28e                   |  |              |  |                   |
| 2019 |                 |               |                      |                |                      |                  |              |                       |  |              |  |                   |
| 2020 |                 |               |                      |                |                      |                  |              | opgave                |  |              |  |                   |

## Ploegen
- 2007 –  La Française des Jeux (stagiair vanaf 1-8)
- 2008 –  La Française des Jeux
- 2009 –  Française des Jeux
- 2010 –  Française des Jeux
- 2011 –  FDJ
- 2012 –  FDJ-BigMat
- 2013 –  FDJ.fr [a]
- 2014 –  FDJ.fr
- 2015 –  FDJ
- 2016 –  FDJ
- 2017 –  Wanty-Groupe Gobert
- 2018 –  Wanty-Groupe Gobert
- 2019 –  Wanty-Groupe Gobert
- 2020 –  Circus-Wanty-Gobert

1. ↑  Tot eind juni heette de ploeg FDJ, daarna werd de naam veranderd.